# 第10回世界ジャンボリー
第10回世界ジャンボリー（だい10かいせかいジャンボリー、英語: 10th World Jamboree）は、1959年フィリピンラグナ州のマッキンリン山で開催された、世界最大のボーイスカウトの祭典である。44 カ国から 12,203 名が参加した。アジア初開催で、「極東初の世界ジャンボリー」と称され、「竹のジャンボリー」とも呼ばれた。